# Rüdiger König
Rüdiger König (* 8. April 1957 in Bonn) ist ein deutscher Diplomat im Ruhestand. Von 2010 bis 2013 war er Botschafter der Bundesrepublik Deutschland in Kabul und von 2020 bis 2023 Ständiger Vertreter Deutschlands bei der NATO.

## Leben
Nach dem Abitur (1977) studierte König Politikwissenschaften, Staats- und Völkerrecht, sowie Soziologie an der Universität Bonn und schloss sein Studium mit dem Magister ab.
König ist verheiratet und hat ein Kind.

## Laufbahn
Am 1. April 1986 trat König in den Auswärtigen Dienst ein. 1989 folgte seine erste Auslandsverwendung an der Ständigen Vertretung bei den Vereinten Nationen in New York. Nachdem er von 1992 bis 1996 als Referent in der Abteilung Vereinte Nationen wieder im Auswärtigen Amt in Bonn tätig gewesen war, arbeitete er von 1997 bis 1999 als Referent für Afghanistan an der Botschaft Islamabad (Pakistan). Von 1999 bis 2002 war König stellvertretender Referatsleiter in der Abteilung Vereinte Nationen im Auswärtigen Amt und gehörte 2001 der deutschen Delegation auf der Petersberg-Konferenz zu Afghanistan an. Von 2002 bis 2004 leitete er das Büro von Bundespräsident Johannes Rau in Berlin; in gleicher Funktion war er für Rau nach dessen Ausscheiden aus dem Amt noch bis 2006 tätig. Anschließend wirkte er bis 2008 als Leiter der Politischen Abteilung der Ständigen Vertretung bei der NATO in Brüssel. Danach übernahm König die Leitung des Sonderstabs Afghanistan-Pakistan im Auswärtigen Amt.
Von August 2010 bis September 2013 war er als Nachfolger von Werner Hans Lauk Botschafter der Bundesrepublik Deutschland in Afghanistan und Leiter der Botschaft Kabul. Am 12. August 2013 wurde ihm vom afghanischen Außenminister Zalmay Rassoul der Mir Masjidi Khan Orden verliehen. Nachfolger als Botschafter in Afghanistan wurde daraufhin Martin Jäger.
Nach Beendigung seiner Tätigkeit in Afghanistan wurde er in der Zentrale im Auswärtigen Amt Beauftragter für die Vereinten Nationen und Menschenrechte, war dann bis 2015 Krisenbeauftragter im Auswärtigen Amt und leitete als Ministerialdirektor von 2015 bis 2020 die Abteilung für Krisenprävention, Stabilisierung, Konfliktnachsorge und Humanitäre Hilfe im Auswärtigen Amt.
Im August 2020 trat er das Amt als Ständiger Vertreter Deutschlands bei der NATO an. Dieses Amt hatte er bis Juli 2023 inne. Ihm folgte Géza Andreas von Geyr nach.